# Ceratagallia brevis
Ceratagallia brevis är en insektsart som beskrevs av Nielson och Koen Maes 1993. Ceratagallia brevis ingår i släktet Ceratagallia och familjen dvärgstritar. Inga underarter finns listade i Catalogue of Life.